# TOMOMI KAHARA CONCERT TOUR 2014 〜MEMORIES〜
『TOMOMI KAHARA CONCERT TOUR 2014〜MEMORIS〜』（トモミ カハラ コンサート ツアー2014〜メモリーズ〜）は、華原朋美の2014年に開催した9年ぶりとなった全国ツアーライブのうちNHKホールでの公演の模様を収録したライブDVD。2015年2月11日にユニバーサルJより、20周年イヤー第1弾としてカバー・シリーズ「MEMORIES」 スペシャル・エディション盤と同時発売された。なお、過去に主演を務めたミュージカル「赤毛のアン」にちなんで、共感する赤毛のアンの台詞を自分の過去と重ね合わせて朗読するコーナー（赤毛のアンの台詞を事務所後輩のAKB48の渡辺麻友が読み上げた）が設けられ、『にじいろ』『Can't stop fallin' in love』『愛の讃歌』を歌ったが本作では収録が見送られている。ただし、『Can't Stop Fallin' in Love』『愛の讃歌』音源のみは初回限定のコネクティングカードから期間限定でダウンロードできる仕様となっている。

## 日程
- 2014年9月3日（水）たましんRISURUホール(立川市市民会館)大ホール
- 2014年9月6日（土）大阪フェスティバルホール
- 2014年9月7日（日）なら100年会館大ホール
- 2014年9月13日（土）愛知県芸術劇場大ホール
- 2014年9月14日（日）大町市文化会館大ホール
- 2014年9月19日（金）喜多方プラザ文化センター大ホール
- 2014年9月21日（日）太田市新田文化会館エアリスホール
- 2014年9月23日（火：祝）東京エレクトロンホール宮城
- 2014年9月27日（土）神戸国際会館こくさいホール
- 2014年9月28日（日）たつの市総合文化会館 赤とんぼ文化ホール大ホール
- 2014年10月4日（土）10月5日（日）NHKホール
- 2014年10月12日（日）北九州ソレイユホール
- 2014年10月13日（月：祝）日田市民文化会館・パトリア日田　大ホール
- 2014年10月19日（日）アイプラザ豊橋　講堂

## 参加ミュージシャン
- 遠山哲朗（アレンジ、ギター）
- 高慶卓史（ギター）
- 川崎哲平（ベース）
- 髭白健（ドラム）
- 宗本康兵（キーボード）
- 小畑貴裕（キーボード）
- 前田雄吾（マニピュレーター、キーボード）

ダンサー
- SAKURA
- Ayano
- yuca
- Re

## 収録曲
| save your dream                                                             |
| I BELIEVE                                                                   |
| MC#1                                                                        |
| LOVE IS ALL MUSIC                                                           |
| ビリーヴ                                                                    |
| やさしさで溢れるように                                                      |
| Back Musicians Appearance                                                   |
| MEMORIES Medley 恋しさとせつなさと心強さと〜BRAND NEW TOMORROW〜UNSPEAKABLE |
| Hate tell a lie                                                             |
| keep yourself alive                                                         |
| MC#2                                                                        |
| 難破船                                                                      |
| 雪の華                                                                      |
| MC#3                                                                        |
| DEPARTURES                                                                  |
| MC#4                                                                        |
| 見上げてごらん夜の星を                                                      |
| MC#5                                                                        |
| HOWEVER                                                                     |
| MC#6                                                                        |
| I'm proud                                                                   |
| Ending                                                                      |

特典映像
- Documentary of October 4th,2014 at NHK HALL
- SPECIAL INTERVIEW
- 愛美と乃井の朋ちゃんウォッチング